# 塞達嶺 (加利福尼亞州內華達縣)
錫達錫（英語：Cedar Ridge）是位於美國加利福尼亞州內華達縣的一個非建制地區。該地的面積和人口皆未知。

## 地理
錫達錫的座標為39°11′56″N 121°01′16″W / 39.19889°N 121.02111°W，而該地的平均海拔高度為883米（即2897英尺）。